# 玛丽亚-安茨巴赫
玛丽亚-安茨巴赫是奥地利下奥地利州圣帕尔滕兰县的一个市镇。总面积18.19平方公里，总人口3290人，人口密度147.7人/平方公里（2023年）。